# Biserica Dragomirna Mică
Biserica „Sf. Enoh, Ilie și Ioan Teologul” - Dragomirna Mică este un lăcaș de cult ortodox construit în anul 1602, după cum scrie în pisania în limba slavonă aflată deasupra ușii de intrare, în satul Mitocu Dragomirnei din comuna omonimă (aflată în prezent în județul Suceava) de către mitropolitul Anastasie Crimca al Moldovei. Inițial, acest mic locaș de cult era biserica schitului de lemn, fiind înconjurat cu chilii modeste. După construirea bisericii mari, terenul din jurul micului lăcaș de cult a fost transformat în cimitir. 
Biserica Dragomirna Mică este clasată pe lista monumentelor istorice din județul Suceava cu codul cod LMI SV-II-m-A-05576.

## Istoric
În secolul al XVI-lea, pe locul unde se întinde astăzi satul Mitocu Dragomirnei și Mănăstirea Dragomirna erau niște vechi seliști pustii, satul Dragomirești și „locul pustiu Ungurașii”.  Printr-un uric din 24 februarie 1587, domnitorul Petru Șchiopul i-a dăruit diacului Ilie Crimcovici („Ilie diiacu, fiul Crimcoae din Suceava") siliștea Ungurașii, aflată pe apa Sucevei. El a fost răsplătit pentru ajutorul credincios oferit domnitorului în lupta cu năvălitorii cazaci.  Pe aceste locuri se așezaseră câțiva călugări care clădiseră un schit de lemn. 
Diacul (scriitor de cancelarie la curtea domnească) Ilie Crimcovici era fiul negustorului Ioan Crimca din Suceava și al "cneaghinei" Cârstina, din neamul familiei Stroici.  El s-a călugărit la Mănăstirea Putna cu numele de Anastasie, și a fost hirotonit preot la scurtă vreme. Ca urmare a meritelor sale cărturărești, dar și duhovnicești, a primit titlul de arhimandrit (1588) și a fost numit, la cererea voievodului de atunci, ca egumen la Mănăstirea Galata, unde a format o obște bine organizată, cu ucenici buni. 
După intrarea  în Moldova a lui Mihai Viteazul (iunie 1600), arhimandritul Anastasie Crimca este numit în scaunul de episcop de Rădăuți, iar la 19 iunie 1600 el îi făgăduiește credință noului domnitor. În declarația sa de credință, noul episcop spune printre altele: "(...) și mai mărturisesc că în Biserică voi păstra pacea și voi gândi că niciodată nu voi face ceva împotrivă-i; în urma aceasta mă supun credinciosului domn Mihai Voievod și celui de Dumnezeu încoronatului fiu al său Nicolae Voievod, cărora le voi fi întotdeauna supus și ascultător din toată inima și din tot sufletul îi voi iubi pe ei în toată viața mea."
După destrămarea unirii și revenirea în țară în septembrie 1600 a domnitorului Ieremia Movilă și a celor trei episcopi ce l-au însoțit, Anastasie Crimca s-a retras din scaun la moșia sa Dragomirești, unde se afla o așezare monahală mai veche. Împreună cu rudele sale, marele logofăt Lupu Stroici și fratele acestuia, marele vistiernic Simion Stroici, fostul episcop Anastasie Crimca a zidit o biserică mică, din piatră, în cadrul schitului mai vechi, din lemn. Biserica avea hramul Sfinții Enoh, Ilie și Ioan Evanghelistul și a fost sfințită în anul 1602. 
Deasupra ușii de intrare în naosul bisericii se află următoarea pisanie în limba slavonă: "În numele Tatălui și al Fiului și al Sfântului Duh care se cinstește în Sfânta Treime, unui Dumnezeu și Preacuratei Sale maici și Sfântului și dreptului Enoh și sfântului prooroc Ilie și sfântului Ioan Teologul au zidit această biserică smeriții slujitori și închinători Sfintei Treimi, chir Anastasie Crimcovici, fost episcop de Rădăuți și dumnealui Lupu Stroici marele logofăt și fratele domniei sale Simion, mare visternic, în zilele evlaviosului domn Io Ieremia Voievod și ale prea iubiților lui fii Ioan, Constantin, Alexandru și Bogdan Voievod, în anul 7110, iulie 27 și închinată sfinților, dreptul Enoh, Ilie și Evanghelistul Ioan" (1602). 
Mănăstirea Dragomirna este menționată pentru prima dată într-un document din 4 septembrie 1605 prin care a primit danii de la marele logofăt Lupu Stroici. Într-un document din 20 august 1616 se menționează faptul că biserica cea mică a fost ctitorită de mitropolitul Anastasie Crimcovici, de marele logofăt Lupu Stroici și de soția lui, Pascalina. Urmașii logofătului Stroici menționau la 22 august 1641 că mănăstirea a fost construită de Lupu Stroici și de mitropolitul Anastasie Crimca. 
Mitropolitul Petru Movilă a afirmat într-un manuscris că marele logofăt Luca Stroici i-ar fi dat în secret lui Anastasie Crimca o sumă importantă de bani "cu jurământ ca din averea lui să fundeze o mănăstire, nespunând nimănui că cu averea lui zidește". Mitropolitul a ridicat astfel o mănăstire "mai mare și mai frumoasă decât celelalte mănăstiri ce se află în Moldovlahia". 
Anastasie Crimca a revenit la conducerea Bisericii Ortodoxe din Moldova mai întâi ca episcop de Roman (1606-1608) și apoi ca mitropolit al Moldovei, cu reședința în Suceava (1608-1617, 1619-1629). Însuflețit de dorința de a mări vechiul schit de lemn, Anastasie Crimca a zidit biserica mare a Mănăstirii Dragomirna, cu hramul "Pogorârea Sfântului Duh", una dintre cele mai de seama creații arhitectonice ale Evului Mediu românesc. Aceasta a fost finalizată și sfințită în anul 1609. După construirea bisericii mari, Biserica „Sf. Enoh, Ilie și Ioan Teologul” a devenit biserică de cimitir.
În perioada 1961-1976 s-au efectuat, cu sprijinul statului, ample lucrări de restaurare a Mănăstirii Dragomirna. Cu acest prilej, s-a restaurat și biserica din cimitir. 

## Arhitectură
Biserica din cimitir are formă de navă, cu un pridvor deschis de formă poligonală. Pridvorul este mărginit spre vest de cinci arcade sprijinite pe patru stâlpi cu capiteluri simple de zid. Absida altarului are formă semicirculară și este sprijinită de un picior de contrafort aflat pe axa altarului. Fațada este împărțită în două registre de un brâu format din cărămizi. În interior, biserica este compartimentată în trei încăperi: pridvor deschis, naos și altar. Din cauza faptului că biserica este foarte mică, pronaosul lipsește, iar iconostasul are numai ușile împărătești și ușa din partea de miazănoapte. 

## Cimitirul bisericii
În cimitirul mănăstirii se mai păstrează câteva pietre de mormânt vechi, scrise cu litere slavone. Printre mormintele vechi sunt cele ale următorilor: 
- arhimandritul Iosif Carașchevici (+1839), fost ieromonah la Mănăstirea Sucevița, proistos al Mănăstirii "Sf. Ioan cel Nou" (1811-1816) și apoi egumen al Mănăstirii Putna. Pe lespedea sa funerară se află următoarea inscripție: "Robul lui Dumnezeu Iosif Karakevici arhimandrit și igumen mănastirei Putna în vărsta viieți de 66 ani au răposat la 6 fevr. 1839 la sfănta monastire Dragomirna și aice odihnește. Acest monument sa făcut cu cheltuiala sfintei monastiri. 1843".
- ieroschimonahul Teofan (†185?). Pe piatra sa funerară se află următoarea inscripție: "Acest mormănt iaste a smeritului ieros(c)himonah Teofan care au fost episcopek capelian și duhovnic 48 ani, care sa călugărit la anu 1823 iară la 1855 sau s(c)hivnicit, carea săvărșinduși viața mutăndusă la lăcașurile cele veașnice la 185?, căruia săi fie veașnica pomenire amin."
- ieromonahul Gherasim Morariu-Andrievici (1796-1864), tatăl viitorului mitropolit Silvestru Morariu-Andrievici. S-a născut la 28 iunie 1796 în Mitocu Dragomirnei, ca fiu al agricultorului Andrei și al soției sale, Agafia, și a primit numele de Gheorghe. A frecventat școala primară din Suceava și școala catehetică de 4 ani din Cernăuți. S-a căsătorit cu Zanfira, fiica parohului Vasile Grigorovici din Mitocu Dragomirnei, cu care a avut trei copii: Samoil, Ecaterina și Domnica. La scurtă vreme după căsătorie, a fost hirotonit diacon în iunie 1819 decătre episcopul Daniil Vlahovici și apoi preot și trimis ca paroh la Sadova. Fiind văduv, s-a călugărit în 1835 la Mănăstirea Dragomirna, unde a viețuit până în 1838 când a fost transferat la Mănăstirea Sfântul Ioan cel Nou din Suceava. Acolo a stat până la 8/20 iulie 1856, când a fost mutat la Mănăstirea Dragomirna, unde a murit la 22 iulie/3 august 1864. Pe lespedea sa funerară se află următoarea inscripție: "Această s. cruce sau pus pe mormentul preotului Gerasim Andrievici Morariu născut în 1796 în Mitocu (...) la locul metaniei sale au reposat în 20 iulie 1864". La baza soclului crucii se află o altă inscripție: "În semnu de fiească mulțemire de cătră fiul seu Samoil Morariu Andrieviciu, fostul Paroch Cahorului cons. con. etc. și de cătră fiicele sale Domnica Dann și Catinca Vasiloviciu in anul măntuirii 1872 la 20. iulie".
- protosinghelul Ghedeon Rennei (1807-1875), vicar (proistos) la Mănăstirea Dragomirna (1864-1866, 1869-1875). Pe crucea sa se află următoarea inscripție: "Acest monumînt facut pe chieltuiala Protopresviterului și Parochului din Burla Toma Rennei de (...)șeni. Este dedicat fratelui său Protosintelui și Proistosului Sf. Monastiri (...)".

## Imagini

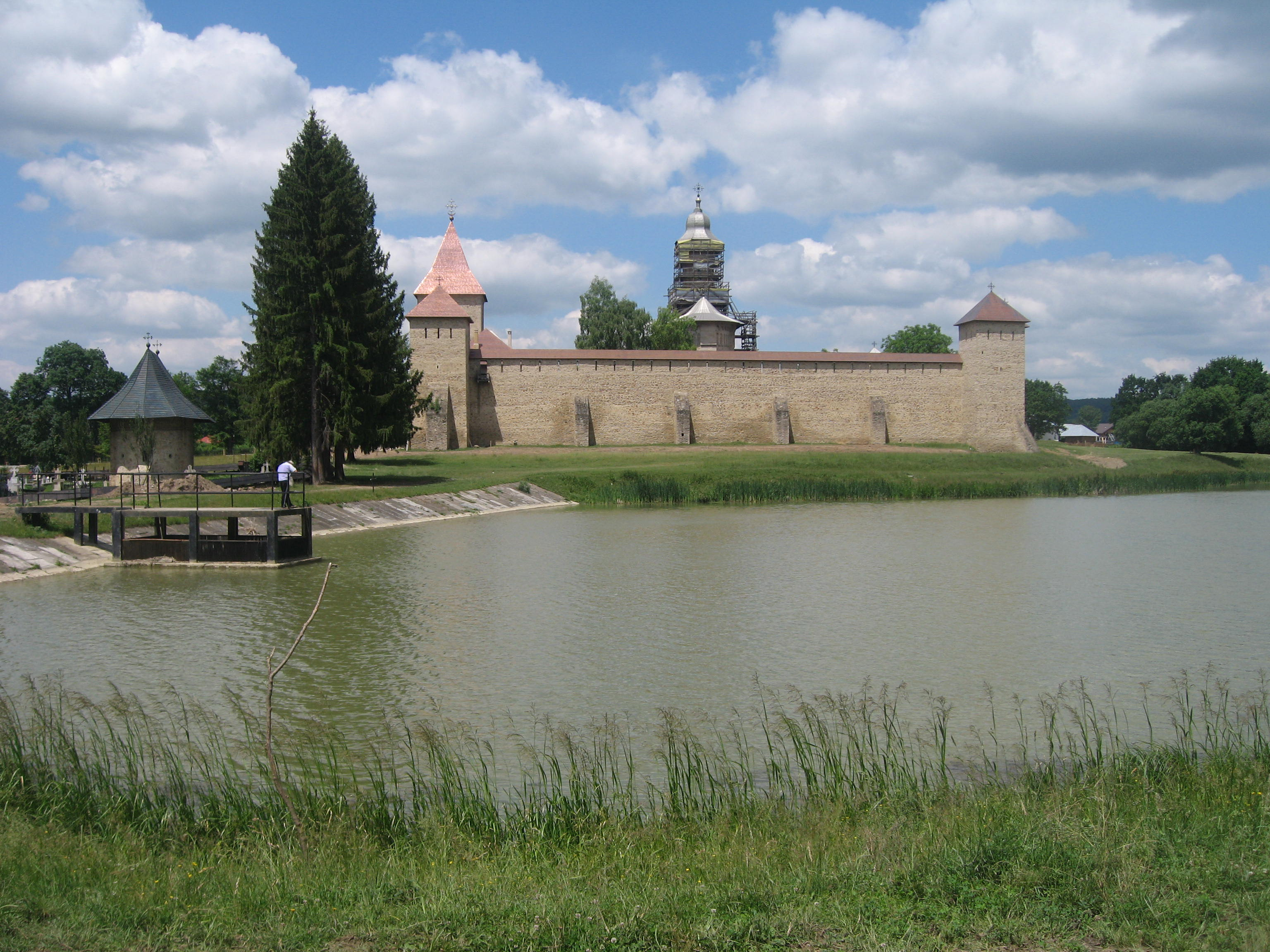
Biserica din cimitir şi complexul mănăstiresc
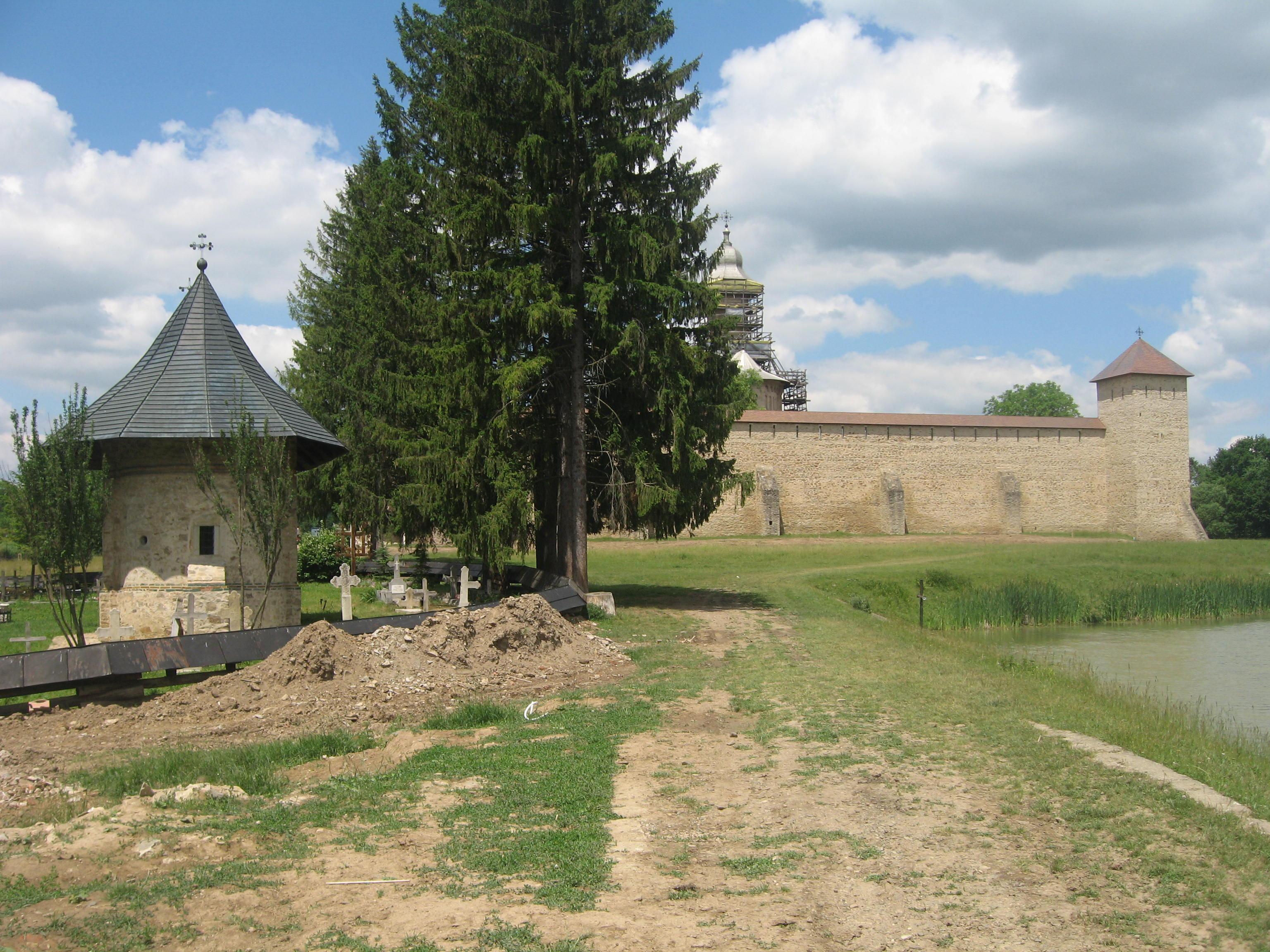
Biserica din cimitir şi complexul mănăstiresc
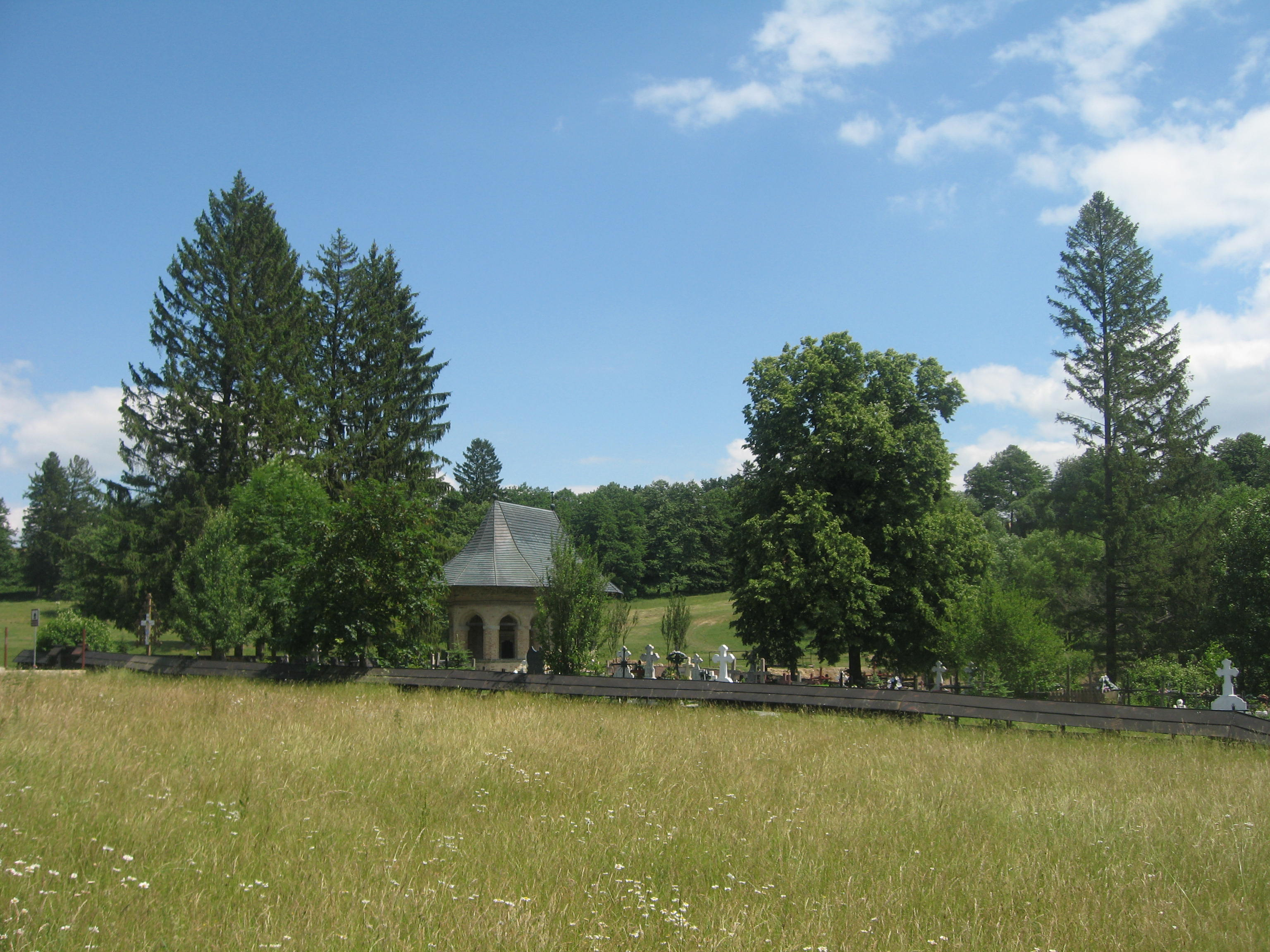
Biserica Dragomirna Mică şi cimitirul mănăstiresc
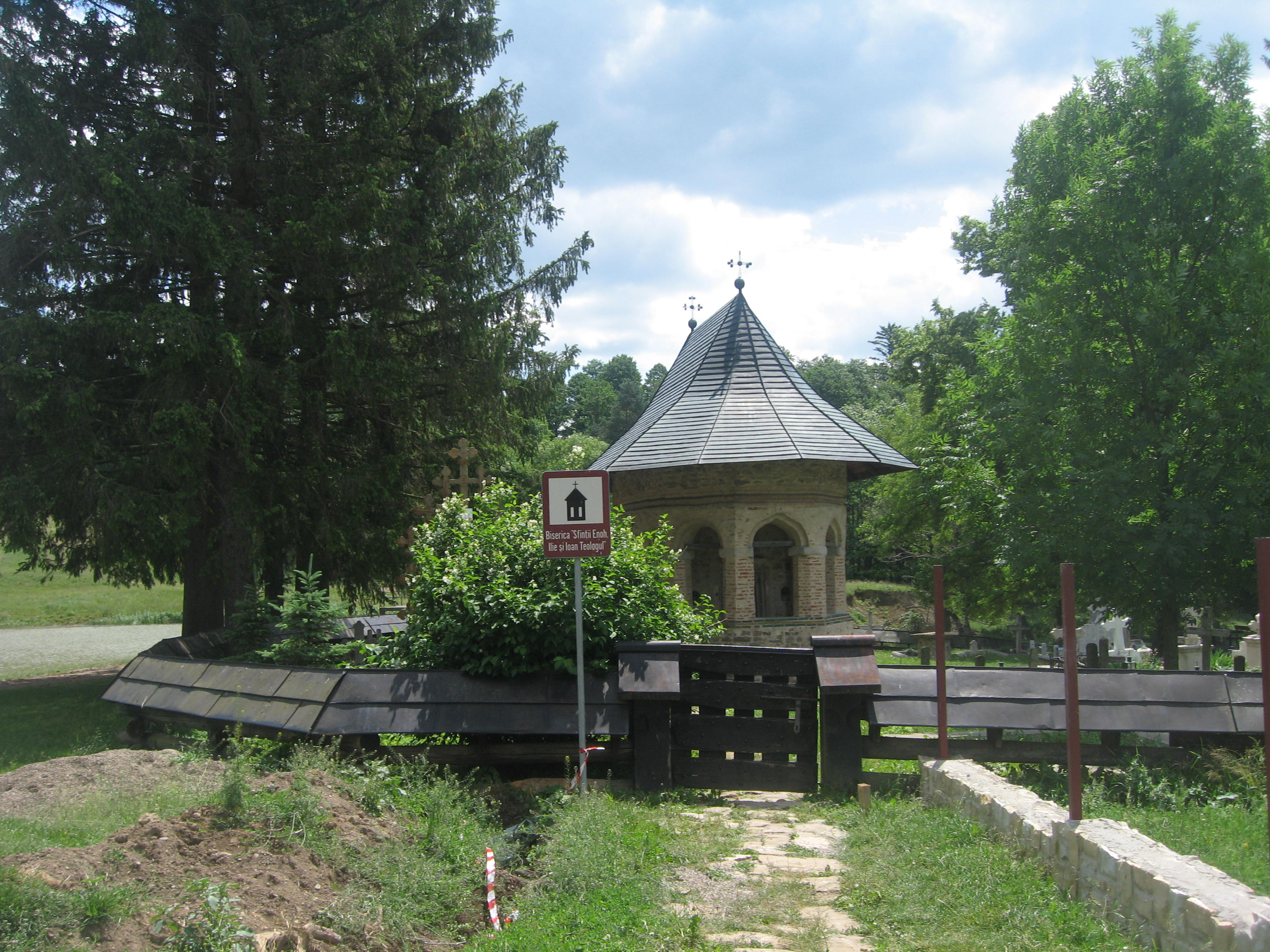
Biserica Dragomirna Mică şi cimitirul mănăstiresc
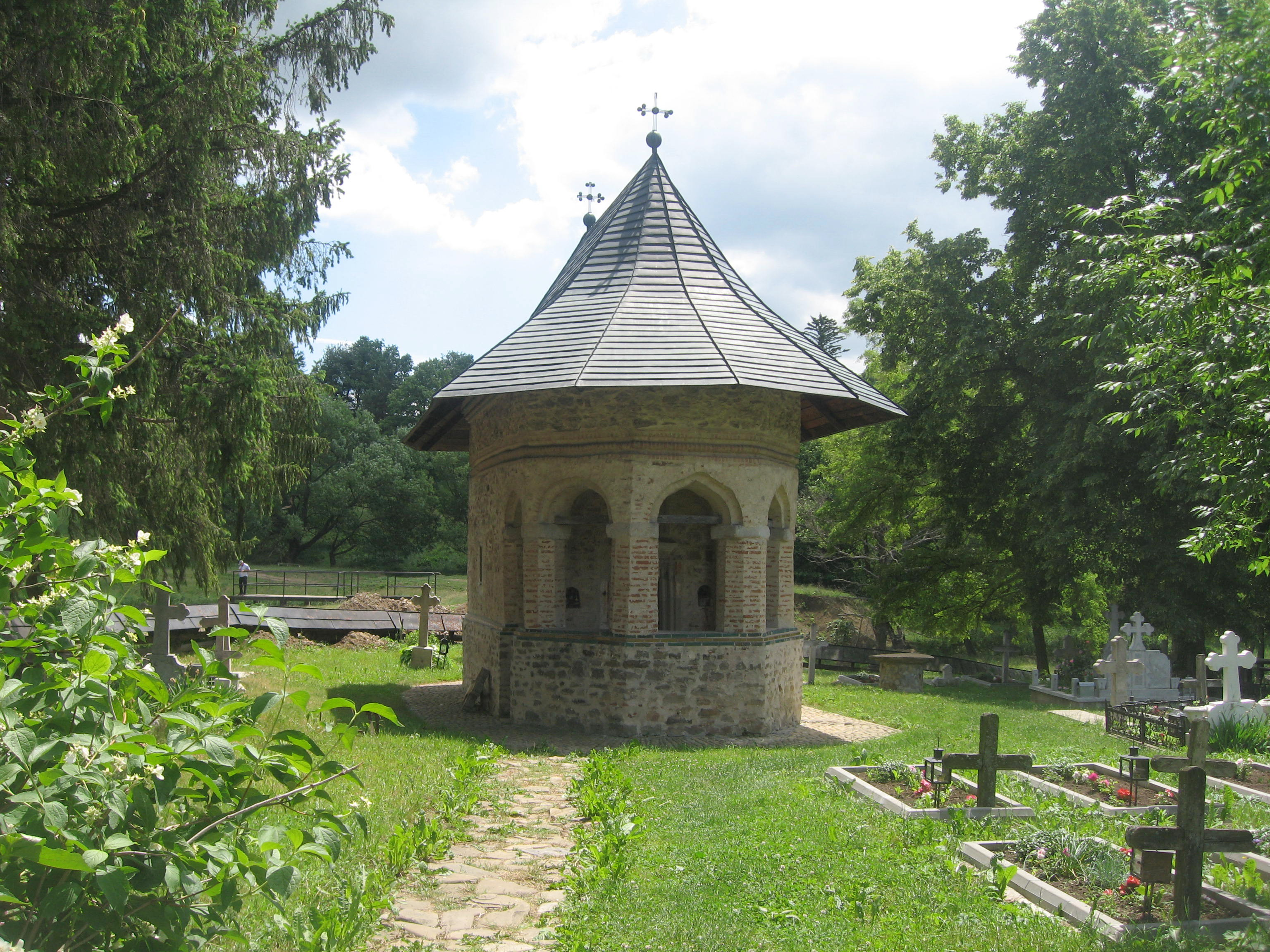
Vedere dinspre vest
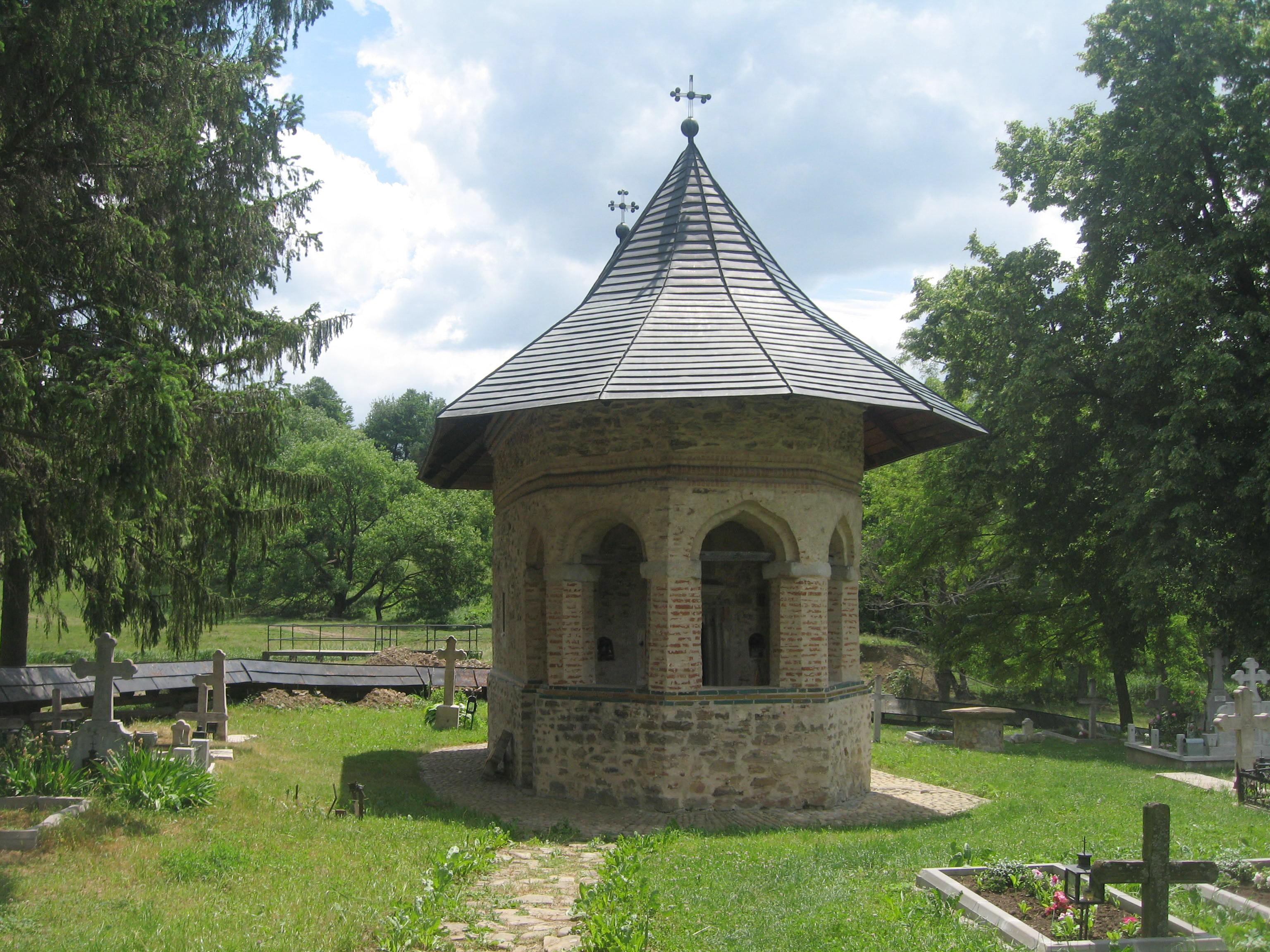
Vedere dinspre vest
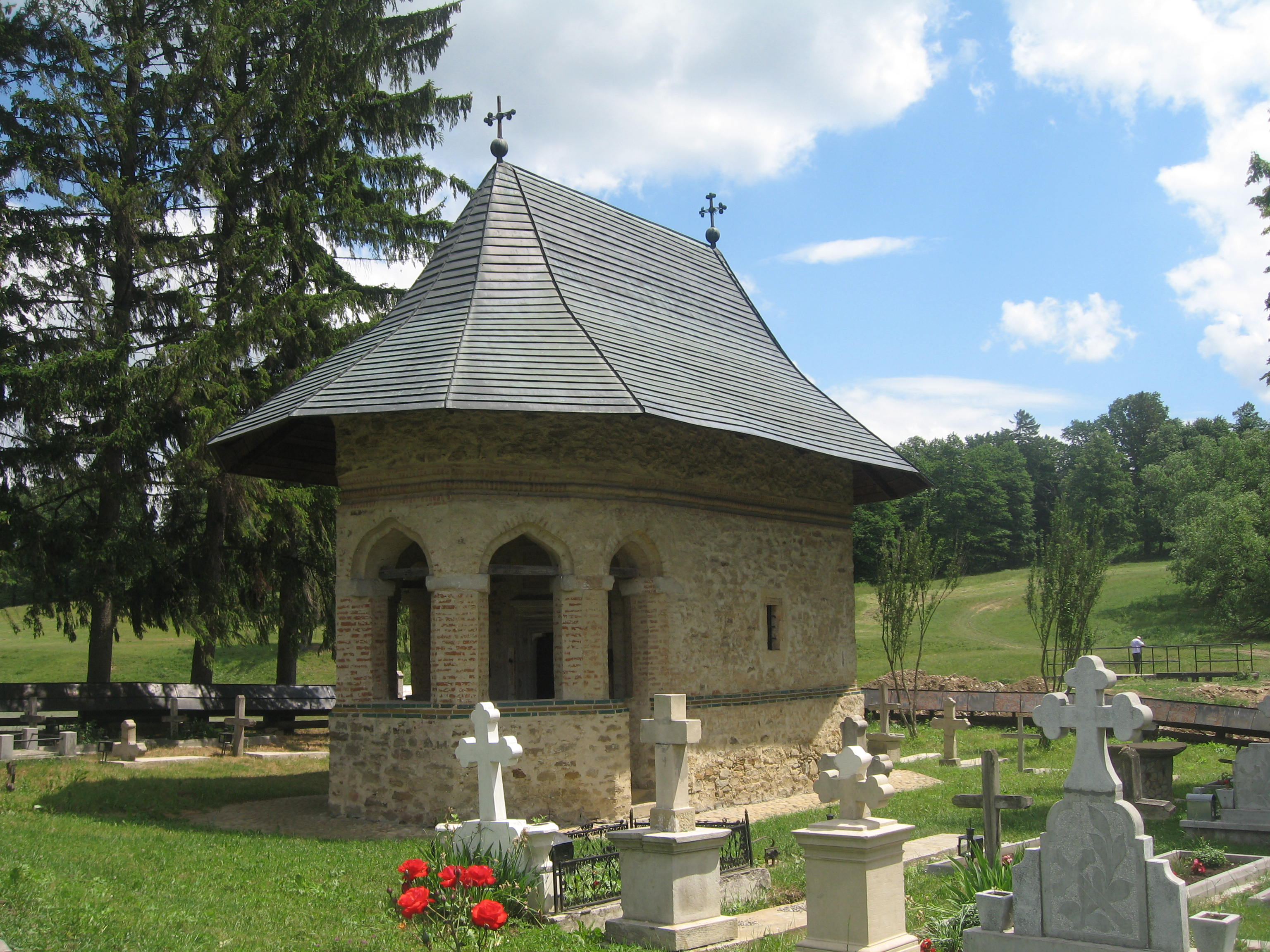
Vedere dinspre sud-vest
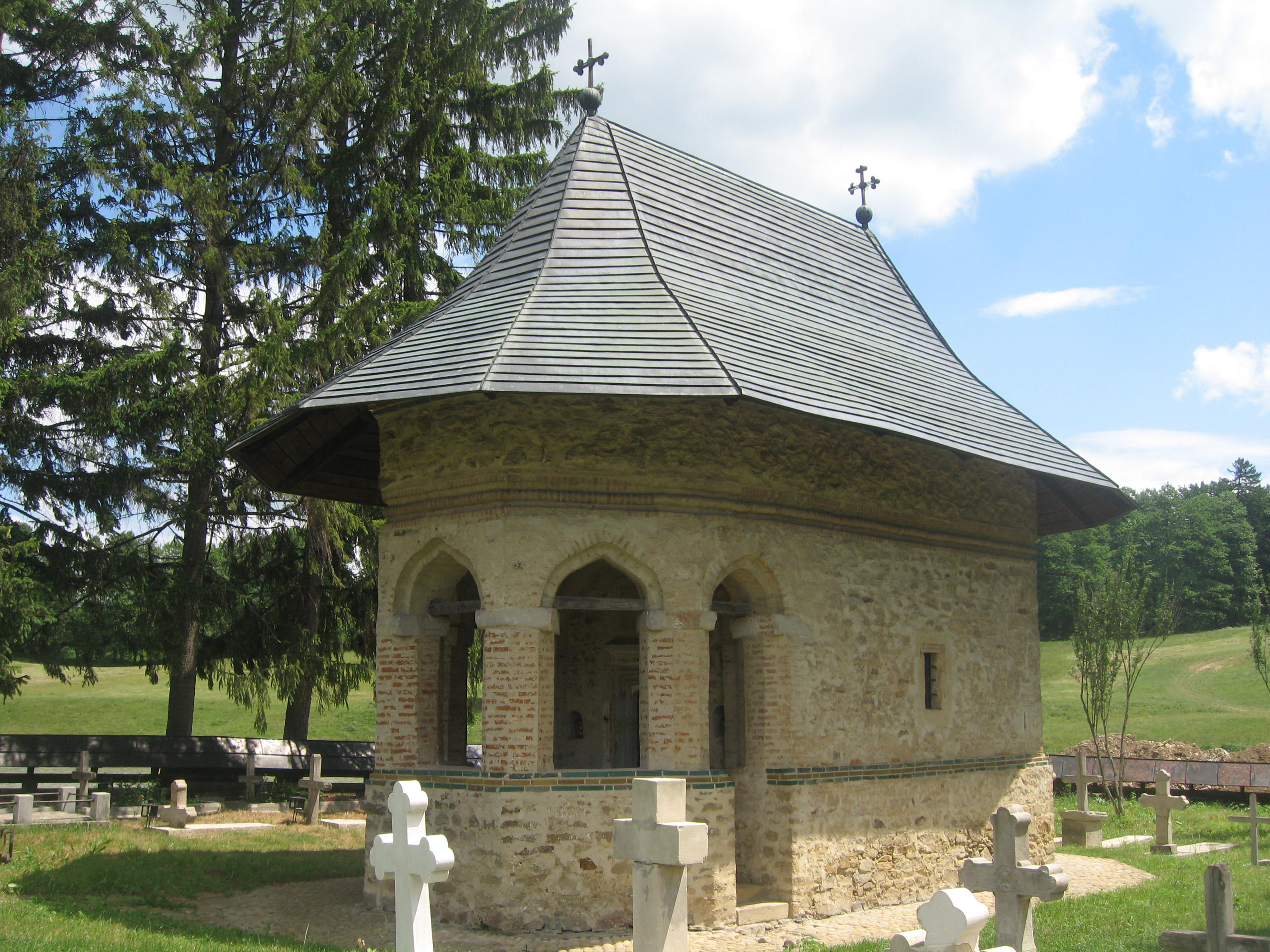
Vedere dinspre sud-vest
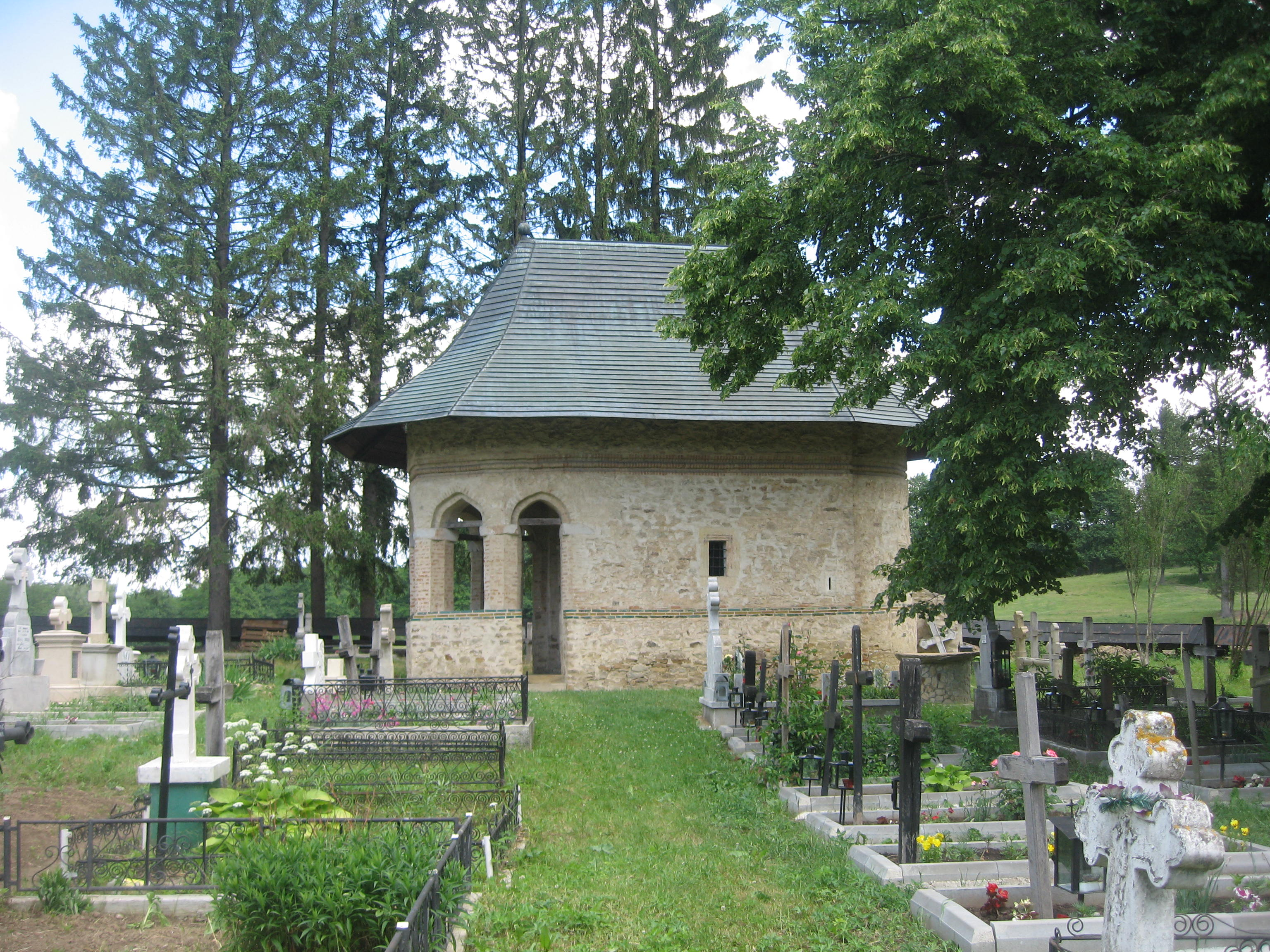
Biserica văzută din cimitir
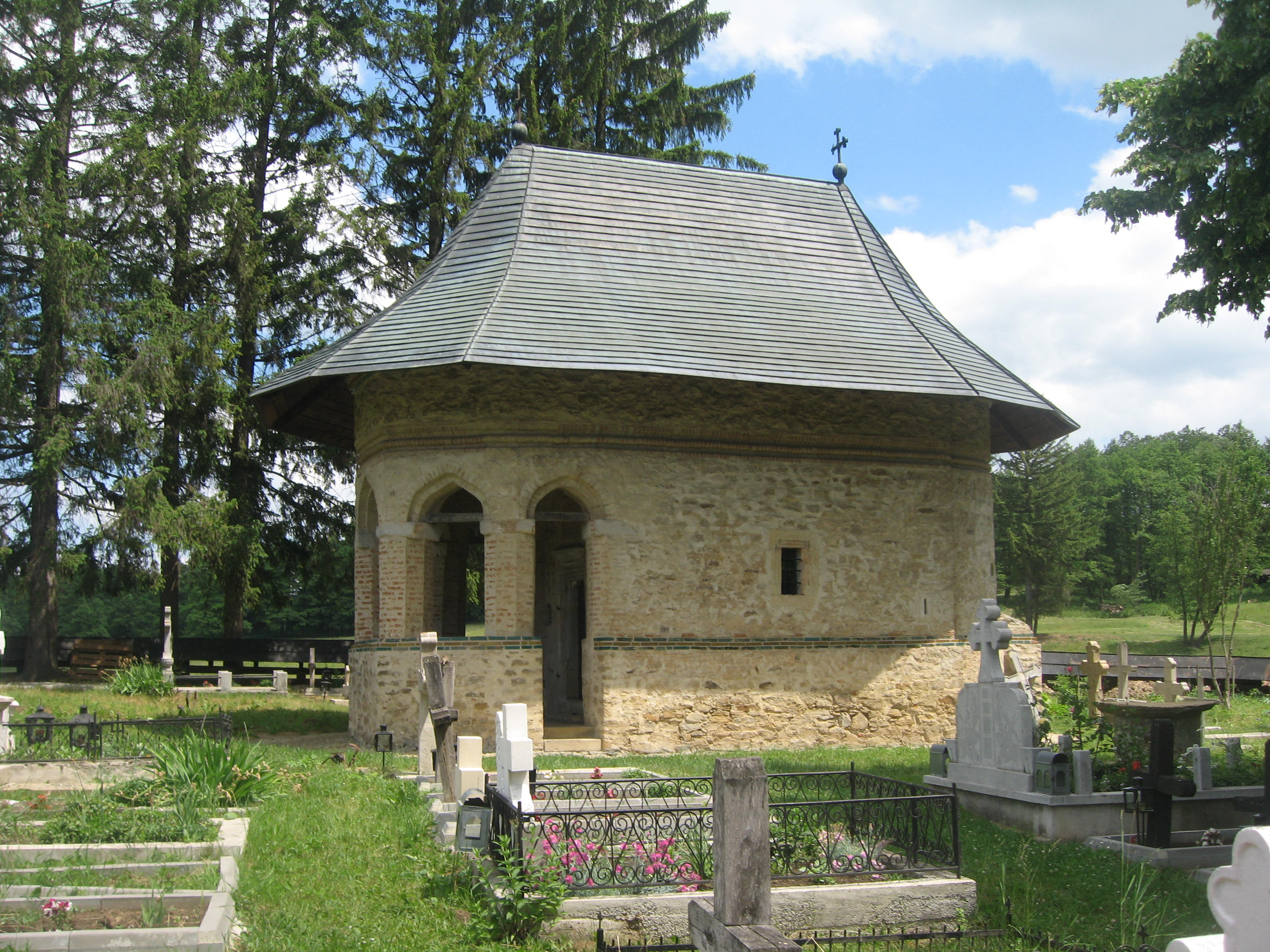
Latura sudică
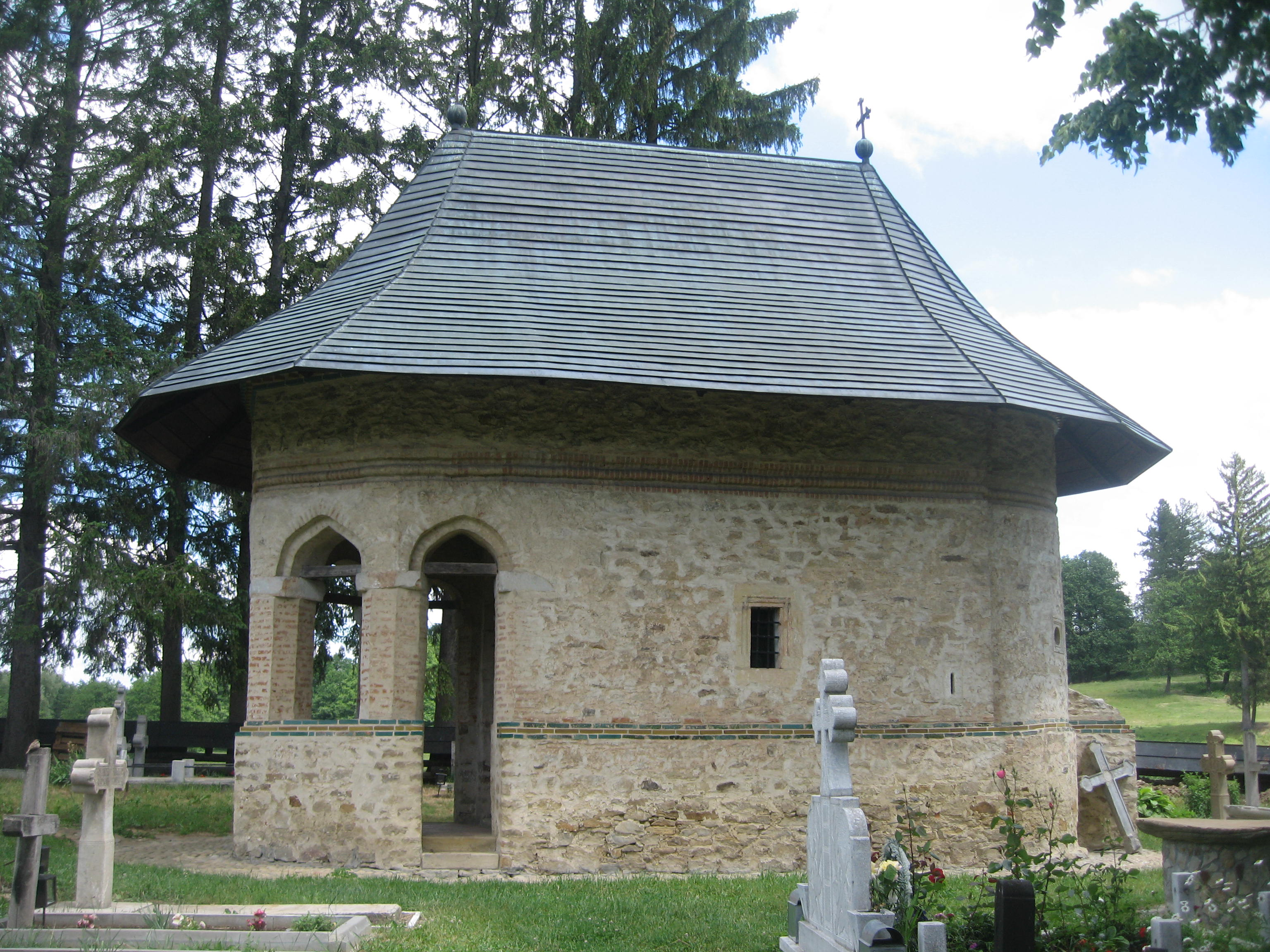
Latura sudică
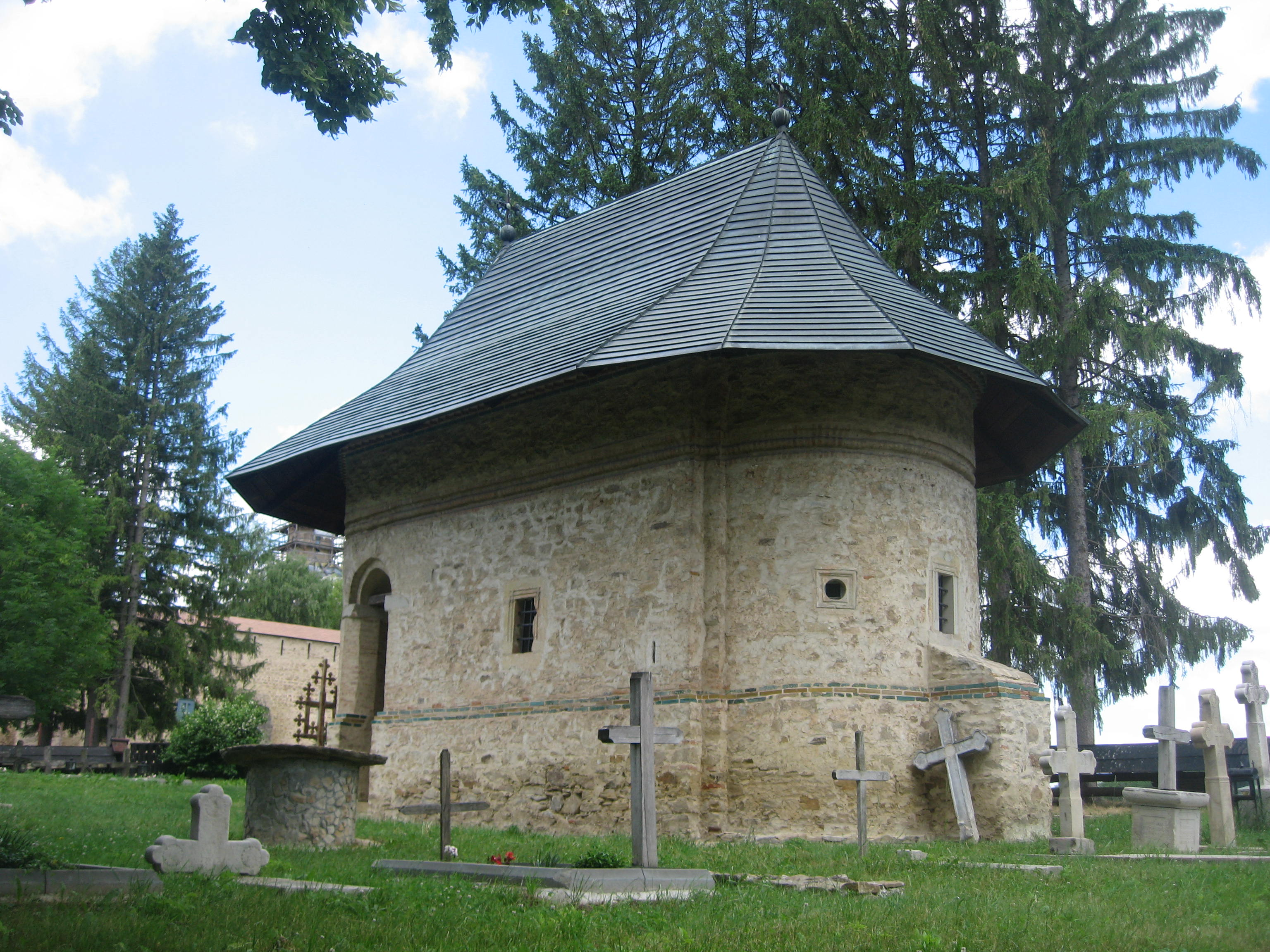
Vedere dinspre sud-est
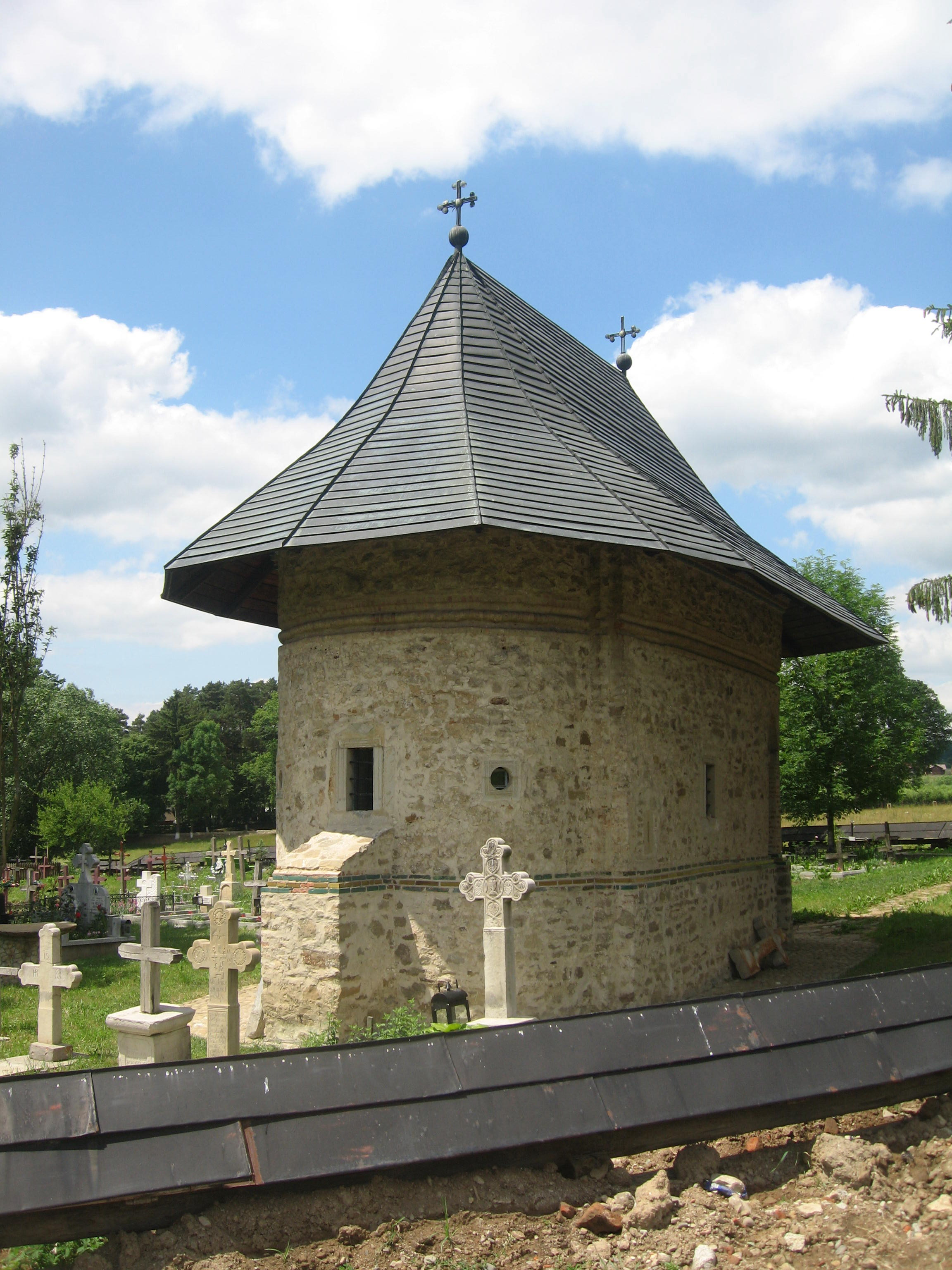
Vedere dinspre est
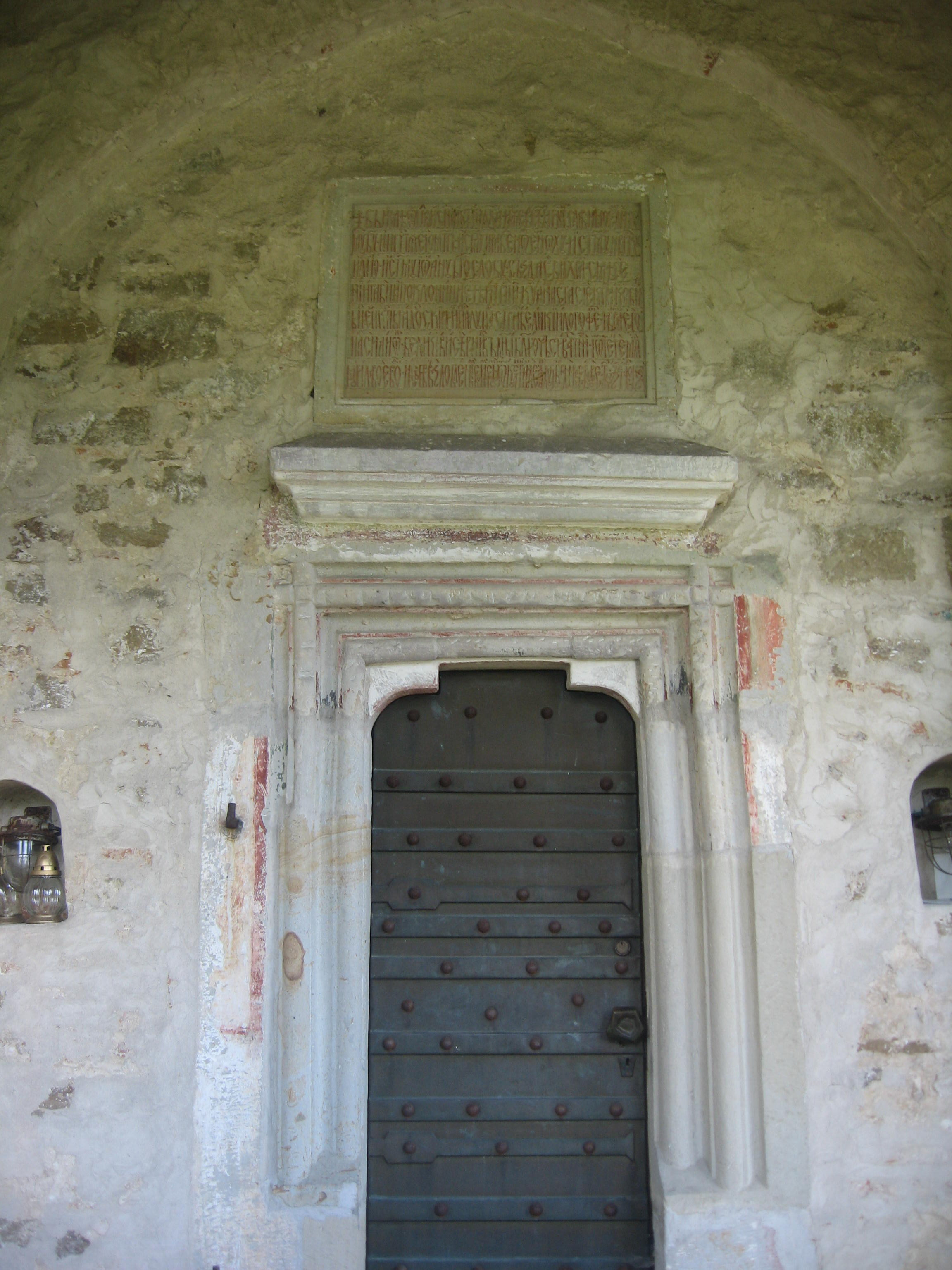
Portalul de intrare în biserica din cimitir
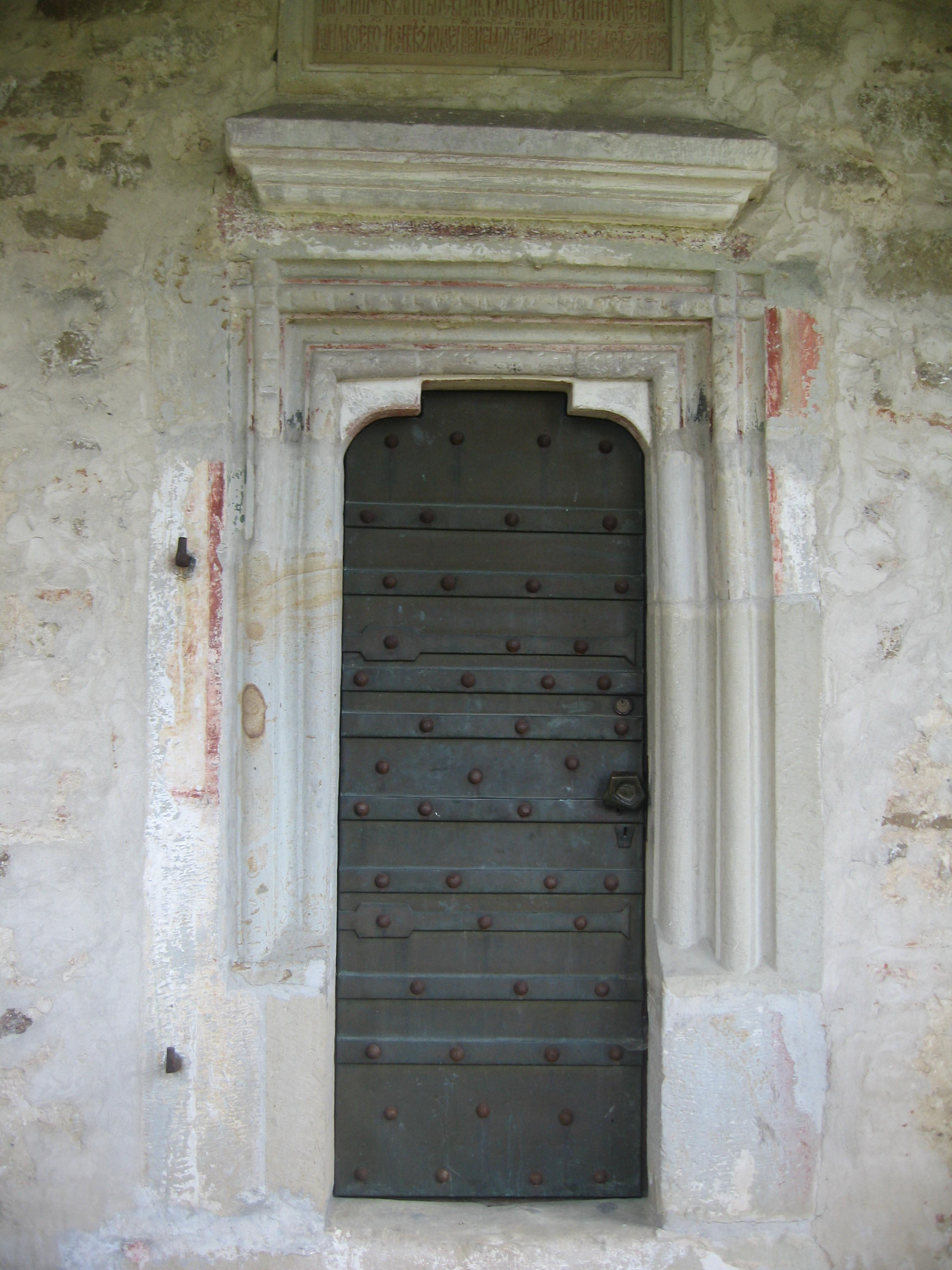
Portalul de intrare în biserica din cimitir
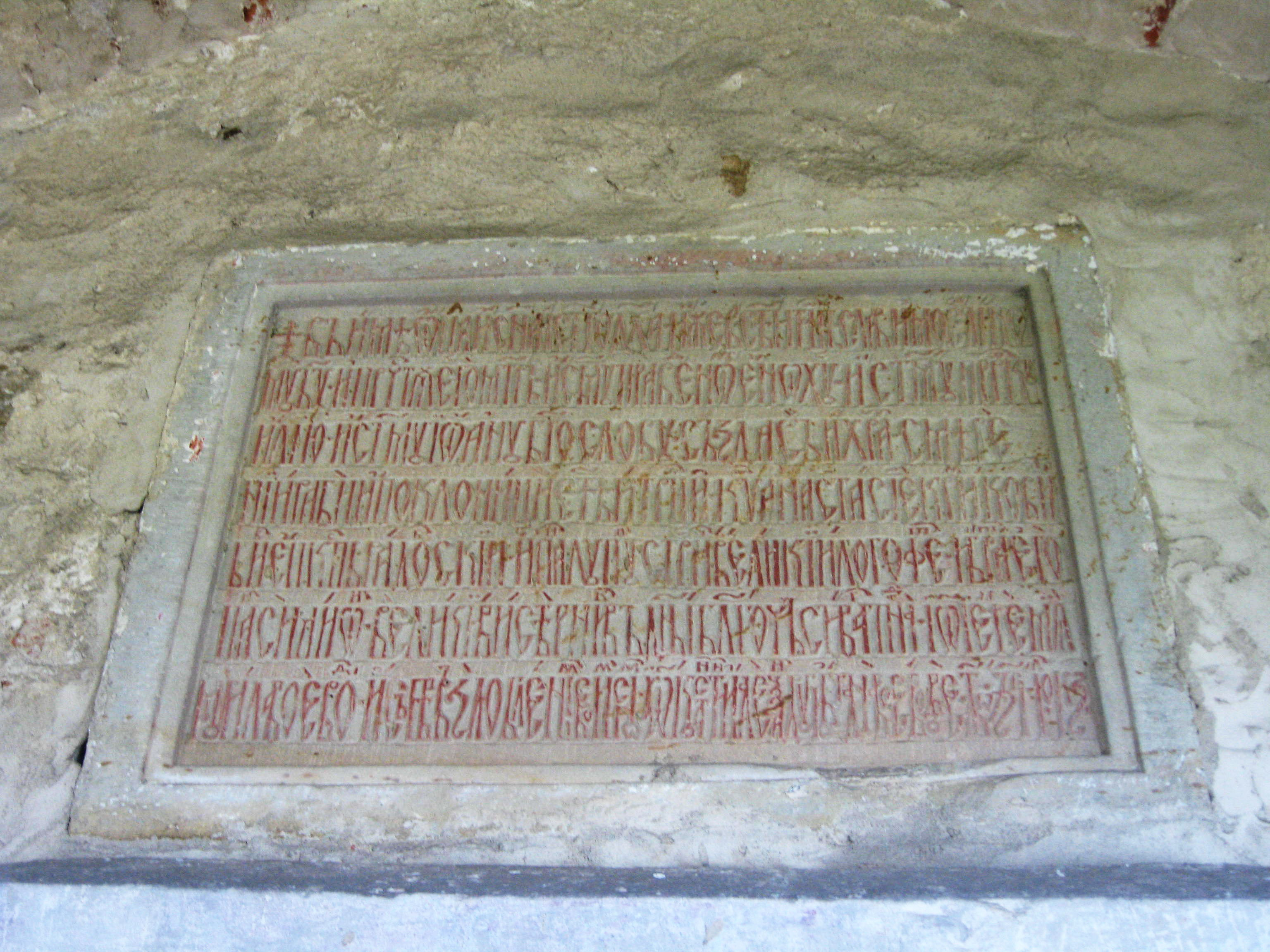
Pisania bisericii din cimitir
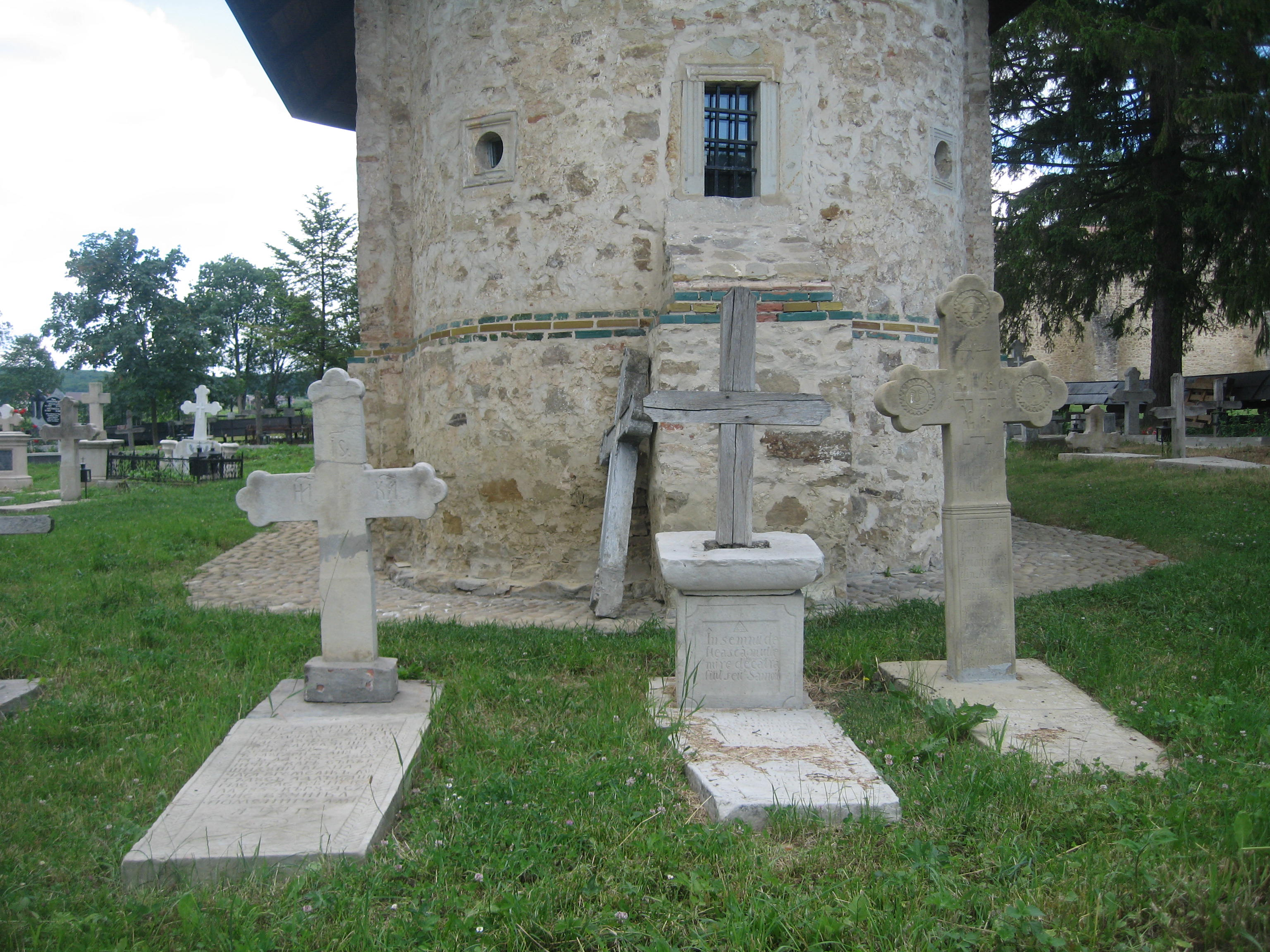
Monumente funerare în apropierea altarului bisericii
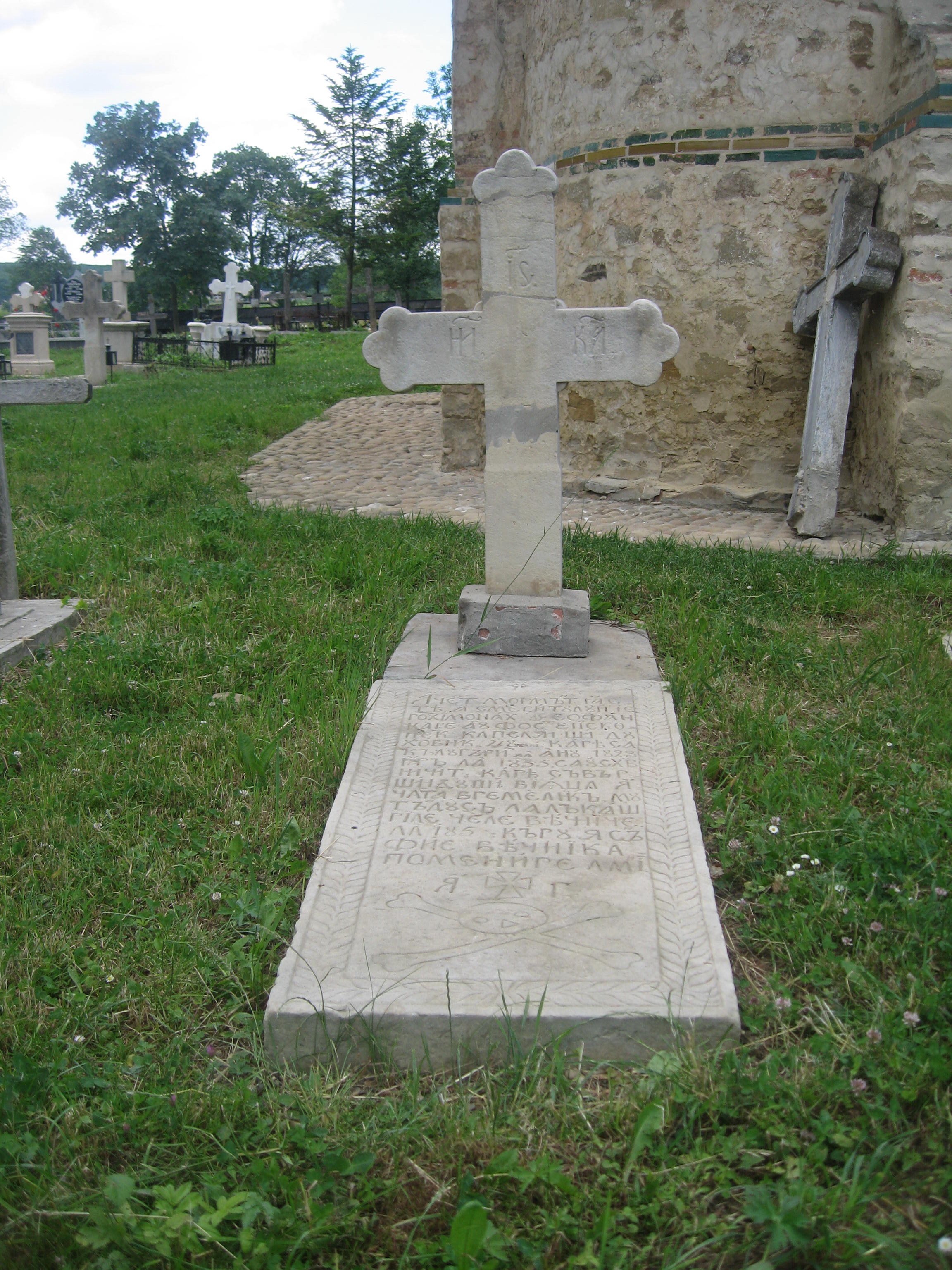
Mormântul ieroschimonahului Teofan (†185?)
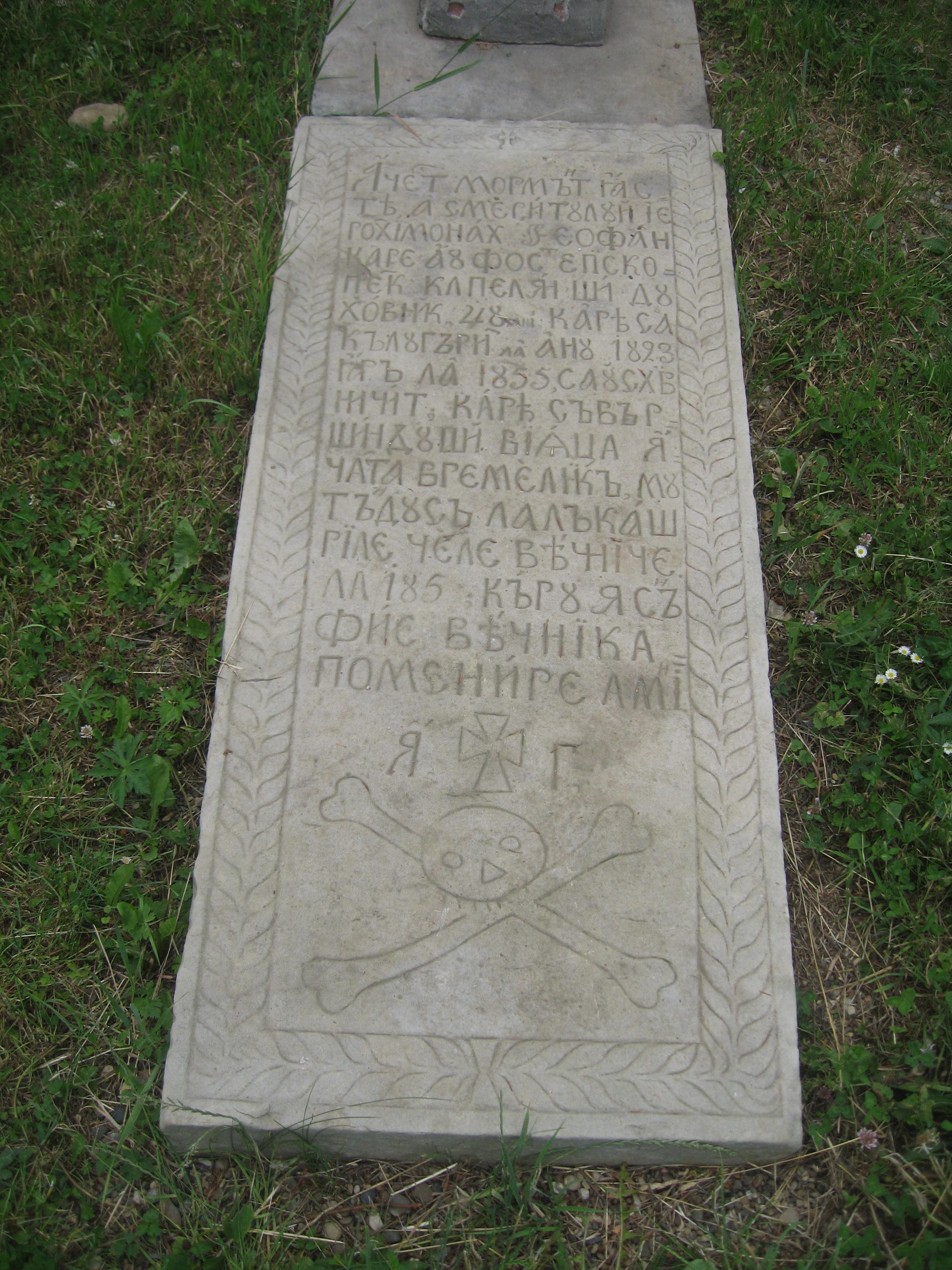
Piatra funerară a ieroschimonahului Teofan
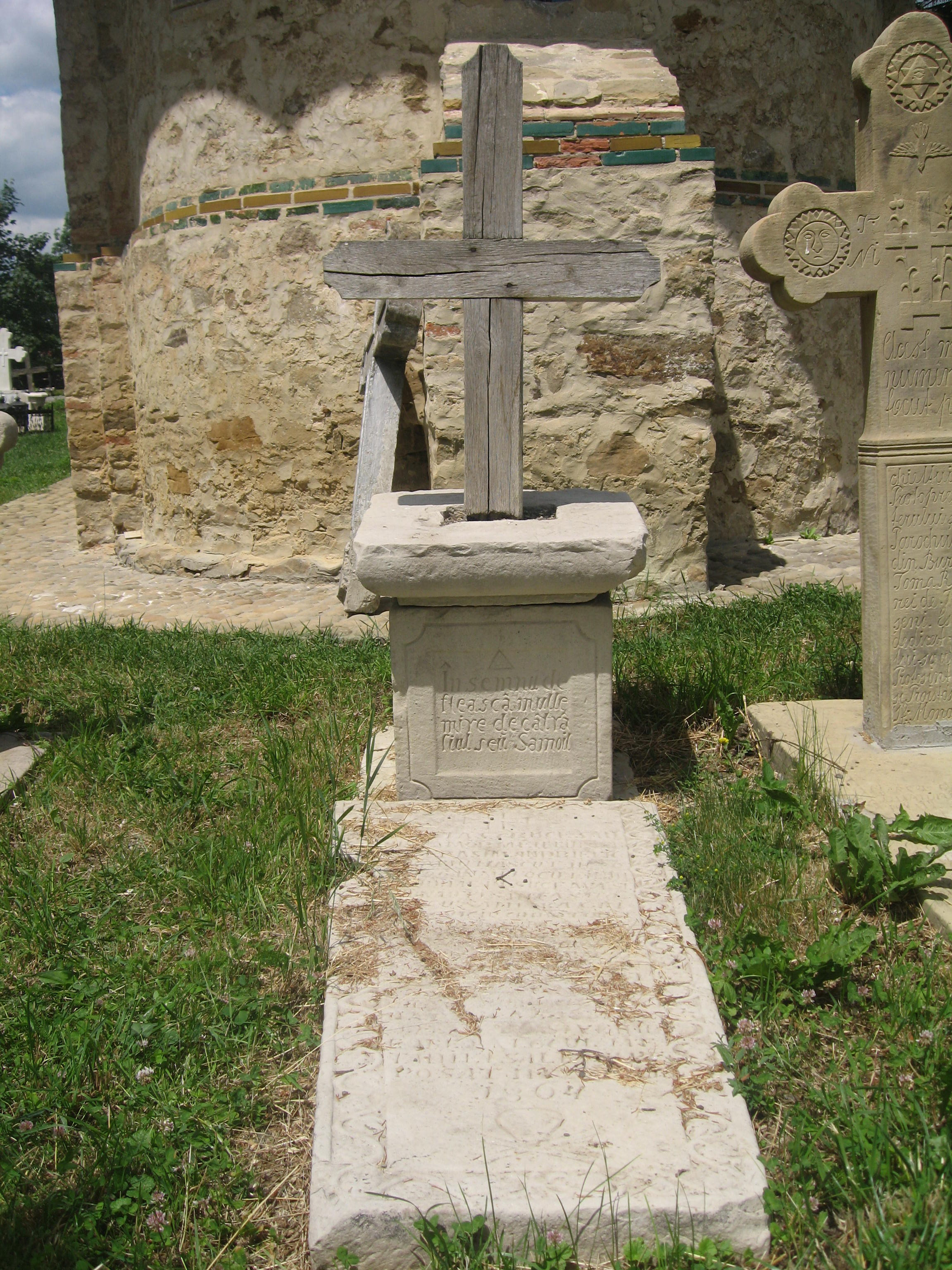
Mormântul ieromonahului Gherasim Morariu-Andrievici (1796-1864)
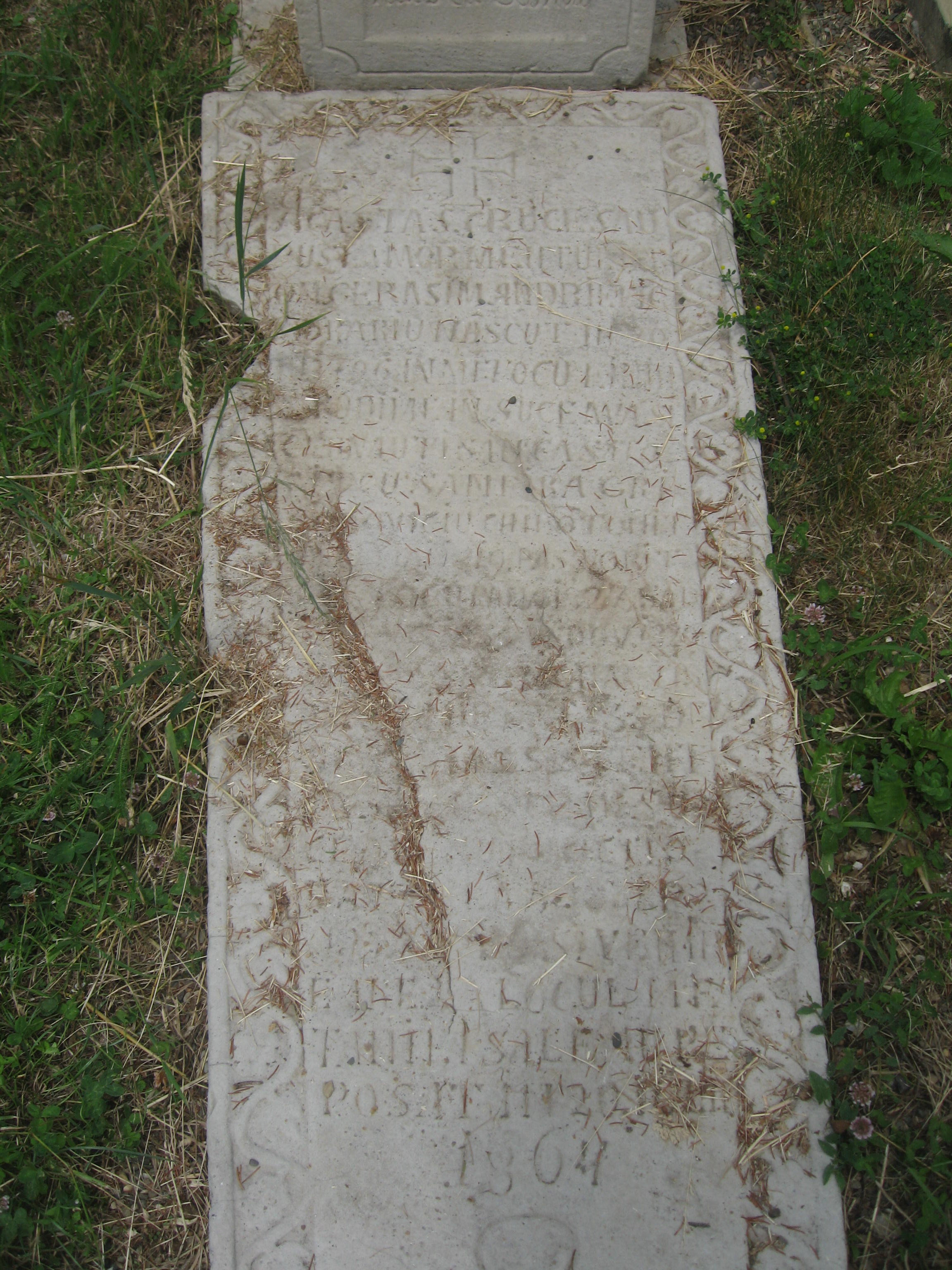
Piatra funerară a ieromonahului Gherasim Morariu-Andrievici
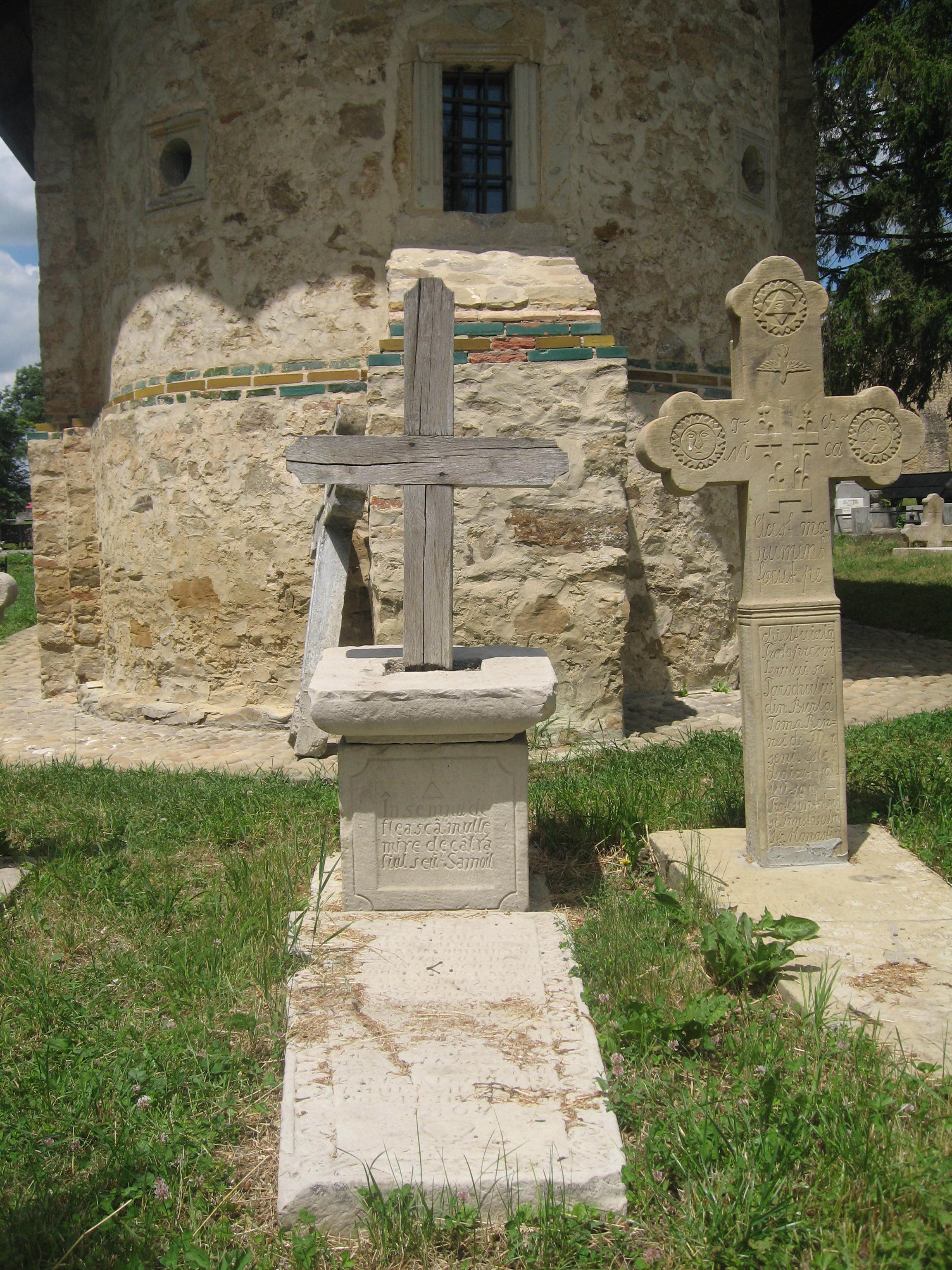
Monumentele funerare ale ieromonahului Gherasim Morariu-Andrievici (1796-1864) şi protosinghelului Ghedeon Rennei (1807-1875)
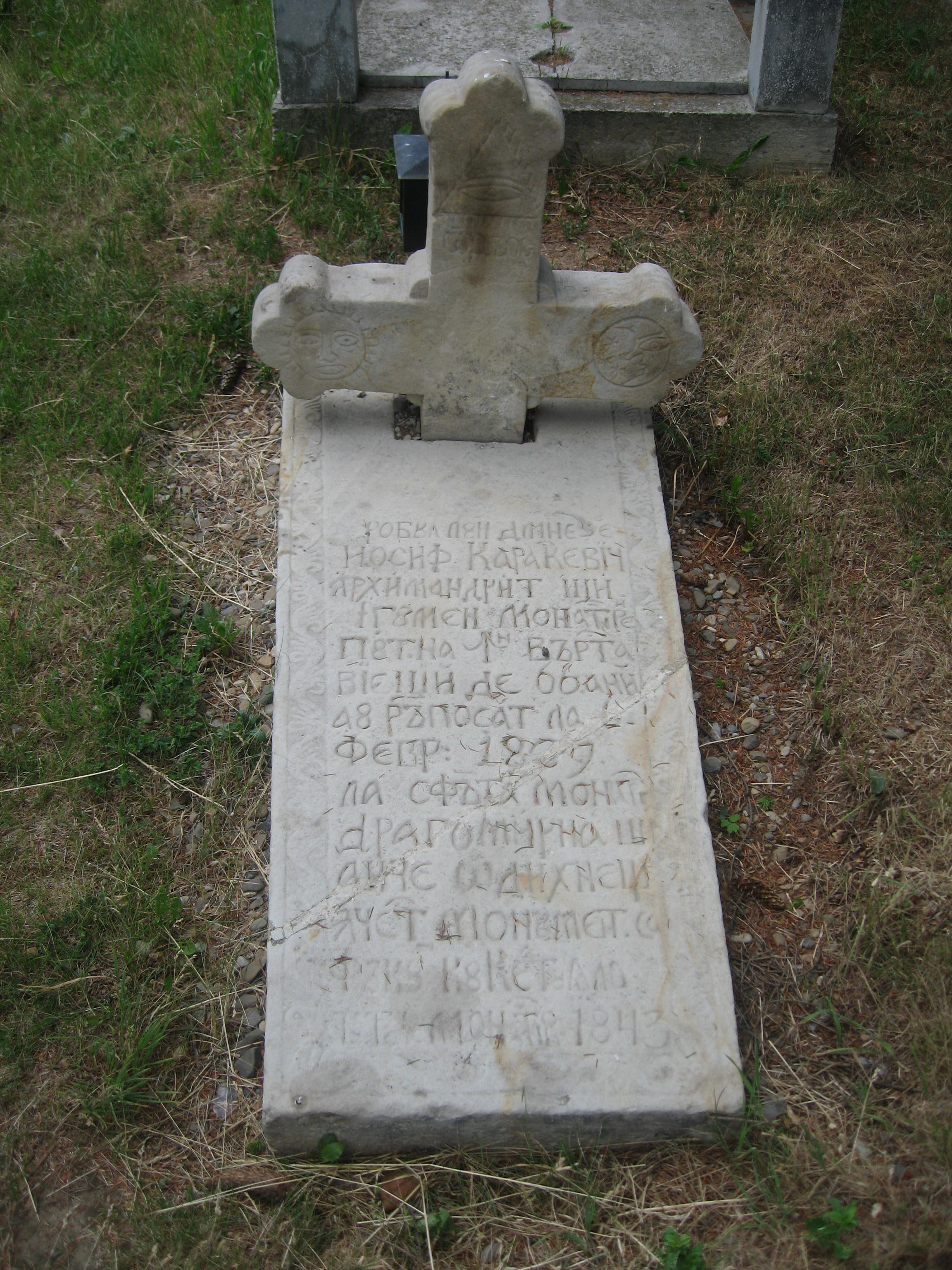
Mormântul arhimandritului Iosif Carașchevici (+1839)
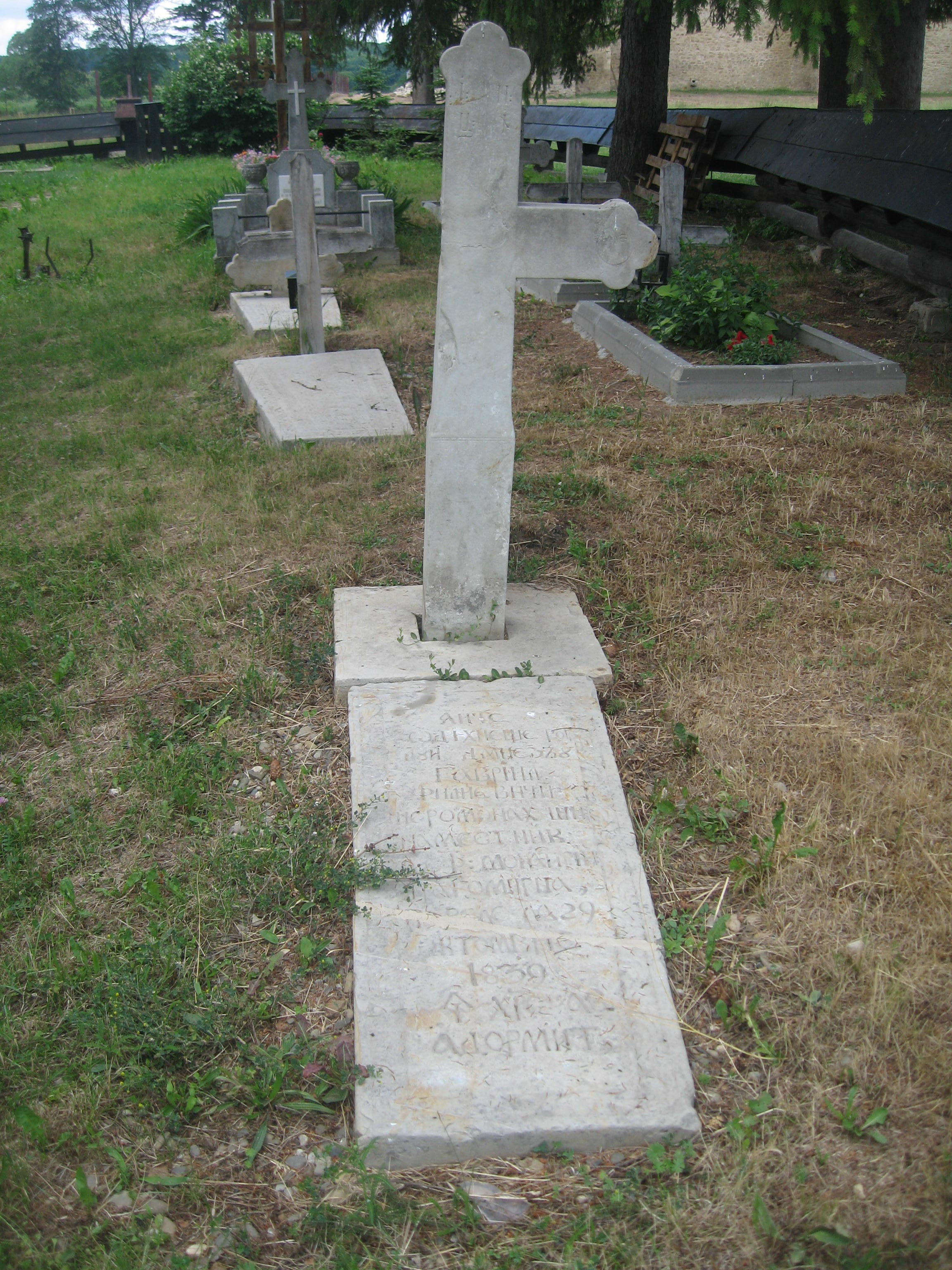
Monument funerar vechi